# 約書亞·費瑞斯
約書亞·費瑞斯（Joshua Ferris），美國作家，最出名的小說是2007年《然後我們就Bye了》。這本書是喜劇，講述了美國的工作，它發生在一個虛構芝加哥的廣告代理公司，正在經歷一場20世紀90年代互聯網泡沫經濟衰退。書中使用第一人稱複數的寫法，將書中人物放在一個「隨時被裁員」的不確定環境中，營造八卦竄流、人心惶惶的今日辦公室場景。

## 資料來源
1. ↑  . 博客來.   [2021-05-17]. （原始内容存档于2021-05-17）.